# Anas Sharbini
Anas Sharbini (en arabe : أنس الشربيني) (né le 21 février 1987 à Rijeka) est un footballeur international croate dont le père est né en Syrie. Il joue à Osmanlıspor en prêt du HNK Rijeka.

## Palmarès
Hajduk Split
- Vainqueur de la Coupe de Croatie en 2010.

 HNK Rijeka
- Vainqueur de la Coupe de Croatie en 2014.
- Vainqueur de la Supercoupe de Croatie en 2014.